# Antoine-Guillaume Rampon
Antoine-Guillaume Rampon, francoski general in politik, * 16. marec 1759, † 2. marec 1842.